# Barinitas
Barinitas – miasto w Wenezueli, w stanie Barinas, siedziba gminy Bolívar. Według danych szacunkowych na rok 2009 liczy 42 421 mieszkańców.